# モダンな女
『モダンな女』（ドイツ語: Die Emanzipierte）作品282は、ヨーゼフ・シュトラウスが作曲したポルカ・マズルカである。

## 解説

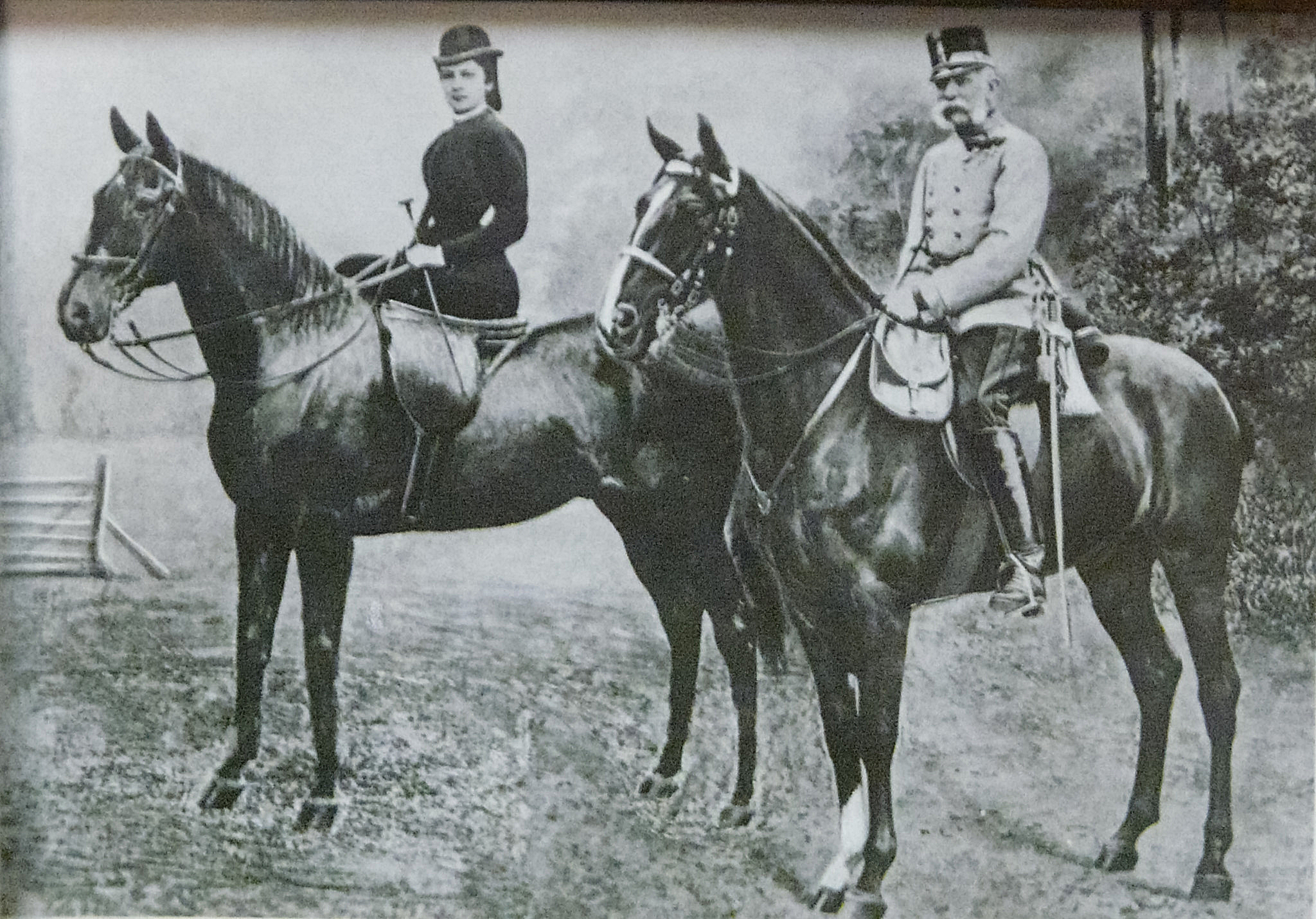
オーストリア皇帝フランツ・ヨーゼフ1世と馬を並べる皇后エリーザベト。女性解放の時代を体現した女性の一人である。

原題の直訳は『解放された女性』。ズボンを穿き、自転車に乗ったり乗馬したりする、近代的で自由な女性を題材としている。1870年2月17日、ブリューメンザールの「慈善舞踏会」で初演された。
この『モダンな女』は代表作のひとつで、作品番号の上では最後から2番目であるが、「ヨーゼフ・シュトラウス最後の傑作」とされるのは作品番号がより古いワルツ『宵の明星の軌道』である。このワルツは、1月に初演される予定だったが延期となって4月に初演されたという経緯がある。初演日ではなく作品番号を基準とするならば、この『モダンな女』こそが「最後の傑作」と呼ぶのに相応しい作品である。

## ニューイヤーコンサート
ウィーンフィル・ニューイヤーコンサートへの登場は以下の通りである。
- 1955年 - ヴィリー・ボスコフスキー指揮
- 1969年 - ヴィリー・ボスコフスキー指揮
- 1974年 - ヴィリー・ボスコフスキー指揮
- 1977年 - ヴィリー・ボスコフスキー指揮
- 1979年 - ヴィリー・ボスコフスキー指揮
- 1982年 - ロリン・マゼール指揮
- 1990年 - ズービン・メータ指揮
- 2005年 - ロリン・マゼール指揮